# 清水聡 (ボクサー)
清水 聡（しみず さとし、1986年3月13日 - ）は、日本のプロボクサー。大橋ボクシングジム所属。岡山県総社市出身。元OPBF東洋太平洋フェザー級王者。2012年ロンドンオリンピックバンタム級銅メダリスト。
2014年3月まで陸上自衛隊、自衛隊体育学校に所属する自衛官で、階級は3等陸尉であったが、2016年のリオデジャネイロオリンピック出場権獲得に向けてAPB（AIBAプロボクシング）への参加を決意したことにともない、2014年4月にミキハウスに入社した。

## 来歴
1986年3月13日、岡山県総社市で生まれる。小学生の時は電子ピアノに熱中し、中学生時代は卓球部に所属していた。これらが「リズム感や動体視力を養うのに役立った」と清水は後に語っている。中学3年生の時、父親の友人・守安竜也が会長を務める倉敷守安ボクシングジムでボクシングを始める。元からサウスポーで、守安によればスピードとコンビネーションに優れ、ボクシングを続けたらいい選手になると思ったという。この頃から五輪出場を目指していた。
その後、関西高等学校から駒澤大学経営学部経営学科に進学。2004年の彩の国まごころ国体と2007年の全日本選手権（技能賞も獲得）、秋田わか杉国体で優勝。2005年と2007年に世界ボクシング選手権へ出場。2008年北京オリンピックアジア予選を2位で勝ち抜き、フェザー級の出場権を獲得した。

### 北京オリンピック
北京オリンピックではシード選手として8月15日の2回戦から出場し、そこで前年度世界選手権3位の初戦（2回戦）ヤクプ・キリク（トルコ）に判定負け。キリクは準決勝で結果的に同優勝者で翌年も2009年世界ボクシング選手権大会制覇し同階級廃止後はライト級2011年世界ボクシング選手権大会と2012年ロンドンオリンピックのボクシング競技制するワシル・ロマチェンコ（ウクライナ）に判定負け。このキリク戦採点は清水にとって納得のいくものではなかったが、そこでの経験は自信にもつながった。2008年度プロ・アマチュア年間表彰選手選考会でアマチュア部門の優秀選手賞に選出された。
高校卒業時から何度かプロ転向を勧められ、破格の金額を提示されたことも世界戦を組むからと言われたこともあるが、「プロのチャンピオンベルトよりメダルの方が何倍も価値がある」との自負心から、アマチュアボクシングを続けてオリンピックに再挑戦することを決意した。
2009年4月、陸上自衛隊に入隊。翌5月、ハバロフスク開催のコンスタンチン記念大会ではフェザー級でセルゲイ・ボドピャノフ（2007年世界選手権バンタム級金メダリスト・2009年世界選手権フェザー級銀メダリスト）に敗れ、銅メダルを獲得。珠海開催のアジア選手権でも同級銅メダリストとなった。同年のトキめき新潟国体には図らずもライト級で出場することになったが、僅差で決勝を制し、2004年のバンタム級優勝、2007年のフェザー級優勝（5試合すべてRSC勝利）と合わせて、この大会の3階級制覇を成し遂げた。この大会において、岡山県はボクシングで初の競技別天皇杯を獲得。同年11月22日、第79回全日本選手権フェザー級で優勝を収め、技能賞も獲得した。
2010年1月、度重なる脱臼に悩まされてきた左肩を手術。同年のゆめ半島千葉国体中国ブロック大会にライト級で出場し、全RSC勝ちを収めた。しかし、オリンピックでは女子ボクシングが種目に加わった影響で、次の大会からは清水が主戦場としていた男子のフェザー級が廃止となることが決まり、AIBA（国際ボクシング協会） では2010年9月からすべての関連大会をフェザー級をなくした階級制で行うことになった。そのため清水は国体の中国ブロック大会の1週間後にはアジア競技大会にバンタム級で出場したが、準々決勝で敗退した。
2012年4月12日、カザフスタンのアスタナで行われたアジア選手権で、清水はバンタム級で出場し、2009年の同大会でのフェザー級銅メダルに続き、再び銅メダルを獲得した。この結果、同じく自衛隊の須佐勝明と共に、ロンドンオリンピックの出場が決定した。五輪ボクシング競技において2大会連続で日本代表となったのは6人目である（過去に石丸利人、黒岩守、東悟、三浦国宏、辻本和正）。

### ロンドンオリンピック
2012年のロンドンオリンピックでは7月28日の1回戦から出場。ガーナのアイザック・ドグボエを判定で下し、勝利した。オリンピックの男子ボクシング日本勢において、シドニーオリンピック以来12年ぶりの白星となった。
8月1日の2回戦では、アゼルバイジャンのマゴメド・アブドゥルハミドフと対戦した。アブドゥルハミドフは6度キャンバスに倒れたが、レフェリーは一度もカウントを取らないという物議を醸す判定であり、清水は判定を不服として抗議した。この抗議はAIBAに認められ、判定を覆して清水はRSCでの勝利となった。この勝利により、清水は日本代表として24年ぶりにベスト8に進出した。レフェリーはトルクメニスタン人であり、技術委員会で処分が検討され、検討の結果、国際アマチュアボクシング協会は、このトルクメニスタン人レフェリーのメレニアゾフ（Ishanguly Meretnyyazov）をロンドンオリンピックから直ちに追放する処分を発表した。なお、イギリスBBCは2011年、国際アマチュアボクシング協会が、アゼルバイジャンに金メダル2個を保証する見返りに1000万ドル（約7億8000万円）の貸し付けを受けたとの買収疑惑を報じている。これに対して国際アマチュアボクシング協会は事実無根としていた。この試合のハイライト動画はNHKのウェブサイトで8月13日頃までに7万件近いアクセス数を記録した。
8月5日の準々決勝では、アルジェリアのモハメドアミン・ウアダヒと対戦した。清水は17-15の判定でウアダヒを破り、準決勝への進出を決めた。なお、オリンピックのボクシング競技では3位決定戦を行わないため、この時点で銅メダル以上が確定した。
8月10日の準決勝ではイギリスのルーク・キャンベルに11-20で敗れ、銅メダルが確定した。キャンベルはこの大会で金メダルを獲得。オリンピックの男子ボクシングにおける日本選手のメダル獲得は、メキシコシティオリンピック（1968年）の森岡栄治以来、44年ぶりである。このメダル獲得により総社市初の市民栄誉賞などを受け、8月30日に埼玉県から彩の国功労賞を受賞、9月14日には同市で祝賀パレードを行った。
将来的には後進の育成などを考えているが、大会後の活動についてはルール変更などの情勢を見ながら決め、現役続行の場合にはライト級に転向する可能性があることも示唆した。尻上がりに調子が上がる性質のため、ロンドン五輪では準決勝が最も動きがよかったと振り返る一方で、長期の減量のために準決勝では体力的に限界だったことも明かしている。
2013年3月24日に東京都内でイベントに参加した後、ロンドン五輪で獲得した銅メダルを紛失したとして、原宿警察署は4月2日に遺失届、同月4日には盗難の被害届を受理したが、3年後の2016年1月8日にメダルを発見した。上述のイベントから帰宅後、無意識に衣装ケースへ入れた事を完全に忘れていたという。翌日9日に盗難届けを取り下げ、イベント会場だった東京体育館には謝罪したという。
2013年7月、大津市長の越直美を表敬訪問した際には、2016年のリオデジャネイロオリンピックでもメダル獲得を目指す意向を表明した。ロンドン五輪で清水とともにボクシング競技メダリストとなった村田諒太がプロに転出したため、清水はこの後「アマチュアボクシングの顔」として東京五輪招致活動や東日本大震災の被災地訪問などで多忙な日々を過ごした。

### AIBAプロボクシング
その2014年4月3日、同時にAIBAからのオファーに応じ、五輪出場権を獲得する上で不利にならないようにAPB（AIBAプロボクシング）への参加を決心し、4月下旬には日本人選手として初めてAPBと正式契約を交わすことになった。APBには各階級8選手が参加。各階級から2人が五輪出場権を獲得できる。APBからは契約金やファイトマネーを受け取ることになるが、これは自衛隊体育学校の規則に反するため、3月末日付で同校を離れ、4月1日付でミキハウスに入社した。これにともない、練習拠点を母校の駒澤大学などに移した。APBでの規定ラウンド数（6回、8回、12回）に対応するための準備期間を設け、清水は夏以降に出場する。
2014年4月5日、ロンドン五輪以来1年8か月ぶりの公式試合として、味の素ナショナルトレーニングセンターで開催された2014年アジア競技大会の日本代表選考会にライト級で出場し、同級の代表選手に選出された。APBにはバンタム級での出場を予定しているが、アジア大会にはライト級で出場することになった。
2014年11月、出場を表明していたAPBの試合を欠場したことでAIBAから1年間の出場停止処分を科された。

### リオ五輪予選代表選考会、プロ転向
2016年1月26日、リオ五輪アジア・オセアニア地区予選（3月、中国）の代表選考会で成松大介（自衛隊）と対戦し、0-2の判定負けを喫して補欠に回ることになり、自力での五輪出場はなくなった。
この敗退をきっかけにプロ転向を決断し、大橋ボクシングジムに所属することとなった。
2016年7月29日、後楽園ホールでB級プロテストを受験し、無事合格した。
2016年9月4日、スカイアリーナ座間で李仁圭（韓国）と58.0kg契約6回戦を行い、5回2分13秒KO勝ちを収めデビュー戦を白星で飾った。
2016年12月30日、有明コロシアムでカルロ・デメシーリョ（フィリピン）とフェザー級8回戦を行い、3回1分9秒KO勝ちを収めた。
2017年5月21日、有明コロシアムでOPBF東洋太平洋フェザー級15位の山本拓哉（エディタウンゼント）とフェザー級8回戦を行い、初回1分49秒TKO勝ちを収めた。
2017年10月2日、後楽園ホールで行われた「第61回フェニックスバトル」でOPBF東洋太平洋フェザー級王者の魯紗明（韓国）とOPBF東洋太平洋同級タイトルマッチを行い、5回1分54秒TKO勝ちを収め田中恒成に並ぶ日本男子最速タイとなるプロ4戦目でのOPBF王座の獲得に成功した。11月6日、東日本ボクシング協会月間賞選考委員会は清水を2017年10月度の月間MVPに選出した。
2017年12月30日、横浜文化体育館で行われた「FUJI BOXING 2017」でエドワード・マシント（フィリピン）とOPBF東洋太平洋フェザー級タイトルマッチを行い、7回2分8秒TKO勝ちを収めOPBF王座の初防衛に成功した。
2018年3月26日、後楽園ホールで世界ランキング11位の權京民（韓国）とOPBF東洋太平洋フェザー級タイトルマッチを行い、8回1分6秒TKO勝ちを収めOPBF王座2度目の防衛に成功した。
2018年8月17日、後楽園ホールで河村真吾（堺東ミツキ）とOPBF東洋太平洋フェザー級タイトルマッチを行い、4回2分43秒TKO勝ちを収めOPBF王座3度目の防衛に成功した。
2018年12月3日、後楽園ホールで元WBC世界ユースフェザー級王者の上原拓哉（アポロ）とOPBF東洋太平洋同級タイトルマッチを行い、3回1分26秒TKO勝ちを収めOPBF王座4度目の王座防衛に成功した。
2019年7月12日、大阪府立体育会館第1競技場でWBOアジアパシフィックスーパーフェザー級王者のジョー・ノイナイ（フィリピン）とWBOアジアパシフィック同級タイトルマッチを行い、プロ初黒星となる6回2分18秒TKO負けを喫した。この試合で両眼窩底・両眼窩内など計4カ所を骨折していたことにより、右目周囲の緊急手術を受けた。
プロ初黒星を喫し、両眼窩底骨折からの再起戦は約1年ぶりとなる2020年7月16日、後楽園ホールで行われた。新型コロナウイルス感染拡大による全国的な興行自粛があり、2月27日以来140日ぶりの公式試合で、自粛明け初のタイトルマッチになった。その結果、元日本フェザー級ユース王者およびOPBF東洋太平洋同級14位の殿本恭平（勝輝）を7回2分10秒TKOで破り、OPBF王座5度目の防衛に成功した
。
2021年5月21日、後楽園ホールでWBOアジアパシフィックフェザー級王者の森武蔵とOPBF・WBOアジアパシフィック同級王座統一戦を行い、12回3-0（116-112、118-110×2）で判定勝ちを収めOPBF王座6度目の防衛とWBOアジアパシフィック王座の獲得に成功した。
2021年11月19日、WBOアジアパシフィックフェザー級王座を返上した。
2022年12月13日、有明アリーナで井上尚弥 対 ポール・バトラー戦の前座かつ1年7ヶ月ぶりの復帰戦としてランディ・クリス・レオンとノンタイトル戦を行い、2回終了後にレオンが棄権したためTKO勝ちを収めた。
2023年1月31日、防衛期間内に防衛戦を行わなかったとしてOPBF王座を剥奪された。
2023年7月25日、有明アリーナでスティーブン・フルトン 対 井上尚弥戦の前座戦としてWBO世界フェザー級王者のロベイシ・ラミレスとWBO世界フェザー級タイトルマッチを行い、5回1分8秒TKO負けを喫し王座獲得に失敗した。
2025年3月25日、後楽園ホールで1年8ヶ月ぶりの試合として日本フェザー級2位の阿部麗也と対戦するも、10回1-0の判定で引き分けに終わった。

## 戦績
- アマチュアボクシング：170戦 150勝 (70KO・RSC) 20敗[80]
- プロボクシング：14戦 11勝 (10KO) 2敗 1分

| 戦           | 日付           | 勝敗 | 時間    | 内容    | 対戦相手                       | 国籍       | 備考                                                                                 |
| ------------ | -------------- | ---- | ------- | ------- | ------------------------------ | ---------- | ------------------------------------------------------------------------------------ |
| 1            | 2016年9月4日   | ☆    | 5R 2:13 | KO      | 李仁圭                         | 韓国       | プロデビュー戦 58.0kg契約6回戦                                                       |
| 2            | 2016年12月30日 | ☆    | 3R 1:09 | KO      | カルロ・デメシーリョ           | フィリピン |                                                                                      |
| 3            | 2017年5月21日  | ☆    | 1R 1:49 | TKO     | 山本拓哉（エディタウンゼント） | 日本       |                                                                                      |
| 4            | 2017年10月2日  | ☆    | 5R 1:54 | TKO     | 魯紗明                         | 韓国       | OPBF東洋太平洋フェザー級タイトルマッチ                                               |
| 5            | 2017年12月30日 | ☆    | 7R 2:08 | TKO     | エドワード・マシント           | フィリピン | OPBF防衛1                                                                            |
| 6            | 2018年3月26日  | ☆    | 8R 1:06 | TKO     | 權京民                         | 韓国       | OPBF防衛2                                                                            |
| 7            | 2018年8月17日  | ☆    | 4R 2:43 | TKO     | 河村真吾（堺東ミツキ）         | 日本       | OPBF防衛3                                                                            |
| 8            | 2018年12月3日  | ☆    | 3R 1:26 | TKO     | 上原拓哉（アポロ）             | 日本       | OPBF防衛4                                                                            |
| 9            | 2019年7月12日  | ★    | 6R 2:18 | TKO     | ジョー・ノイナイ               | フィリピン | WBOアジアパシフィックスーパーフェザー級タイトルマッチ                                |
| 10           | 2020年7月16日  | ☆    | 7R 2:10 | TKO     | 殿本恭平（勝輝）               | 日本       | OPBF防衛5                                                                            |
| 11           | 2021年5月21日  | ☆    | 12R     | 判定3ｰ0 | 森武蔵（薬師寺）               | 日本       | OPBF・WBOアジアパシフィックフェザー級王座統一戦 OPBF防衛6・WBOアジアパシフィック獲得 |
| 12           | 2022年12月13日 | ☆    | 2R 終了 | TKO     | ランディ・クリス・レオン       | フィリピン |                                                                                      |
| 13           | 2023年7月25日  | ★    | 5R 1:08 | TKO     | ロベイシ・ラミレス             | キューバ   | WBO世界フェザー級タイトルマッチ                                                      |
| 14           | 2025年3月25日  | △    | 10R     | 判定1-0 | 阿部麗也（KG大和）             | 日本       |                                                                                      |
| テンプレート |                |      |         |         |                                |            |                                                                                      |

## 人物
駒澤大学進学後に全日本選手権で初の全国制覇を成し遂げると母校愛を強め、同大学初の現役五輪選手になるために留年することを選び、その所属選手として北京五輪に出場した。北京五輪では納得のいかない判定で敗退したが、4年後の2012年、ロンドン五輪で銅メダルを獲得。駒澤大学出身者として初の五輪個人競技メダリストとなった。
このメダルは五輪ボクシング競技で日本代表として44年ぶりの獲得メダルとなり、コーチの樋山茂からは「チームのムードメーカーとして先陣切って、よくやってくれた」、また日本アマチュアボクシング連盟（元・日本ボクシング連盟）会長の山根明からは「生まれ変わっても、こんな思いはできない」「精いっぱい頑張っていた」と健闘を讃えられた。
同大会で金メダルを獲得した村田諒太とは2004年からナショナルチームで合宿や練習をともにしてきた。2人は北京五輪代表の川内将嗣とも同期である。
2018年7月、西日本豪雨で実家が被災し流されたことを明らかにした。

## 獲得タイトル
アマチュア
- ロンドンオリンピックバンタム級銅メダル

プロ
- OPBF東洋太平洋フェザー級王座（防衛6=剥奪）
- WBOアジアパシフィックフェザー級王座（防衛0=返上）

## 受賞歴
- プロ・アマチュア年間表彰
  - 2008年アマチュアボクシング部門 優秀選手賞[16]
  - 2009年アマチュアボクシング部門 優秀選手賞[86]
  - 2010年アマチュアボクシング部門 技能賞[87]
  - 2012年アマチュアボクシング部門 優秀選手賞[88]
- 総社市市民栄誉賞（2012年） [44]
- 岡山県県民栄誉賞（2012年）[89][90]
- 岡山県スポーツ特別顕賞（2012年）[89]
- 彩の国スポーツ功労賞（2012年）[91]
- 人見絹枝スポーツ顕彰 特別スポーツ栄誉賞（2012年）[92]
- OHKスポーツ功労者賞 特別賞（2012年）[19]
- 東日本ボクシング協会 2017年10月度月間MVP

### 映像資料
1. ↑  Boxing Men's Bantam (56kg) Round of 16 Replay - London 2012 Olympic Games (試合全容) (英語). IOC（国際オリンピック委員会）の公式YouTubeチャンネル. 1 August 2012.  該当時間: 51:44. 2012年8月19日閲覧.{{cite AV media}}:  CS1メンテナンス: 先頭の0を省略したymd形式の日付 (カテゴリ)
2. ↑  【メダリスト映像第22回：ボクシング 清水聡選手&村田諒太選手】. 2020オリンピック・パラリンピック招致委員会の公式YouTubeチャンネル. 2012年8月12日.  該当時間: 0:58. 2012年8月19日閲覧.{{cite AV media}}:  CS1メンテナンス: 先頭の0を省略したymd形式の日付 (カテゴリ)